# Rune
Runske abecede, također zvane futhark ili fuþark, niz su povezanih abeceda koje koriste slova (eng. stave) poznata kao rune, koja su prije koristili primarno germanski jezici, najviše u Skandinaviji i na Britanskim otocima. Rune su se isprva koristile za zapisivanje jezika, a nakon usvajanja latinice koristile su se u druge svrhe, poput religijskih i dekorativnih.
Osim za zvučne vrijednosti slova, prema čemu se i klasificira kao abeceda, rune su se koristile i kao ideografi, prikazi koncepata prema kojima su imenovane (npr. ᛒ, *berkanan, „breza”), što se tradicionalno naziva njemačkim terminom Begriffsrunen (hrv. „konceptualne rune”).
Naziv futhark potječe iz skandinavskih i staronordijskih inačica runa. Runama je nadjenut zbog prvih šest slova pisma: ⟨ᚠ⟩, ⟨ᚢ⟩, ⟨ᚦ⟩, ⟨ᚨ⟩/⟨ᚬ⟩, ⟨ᚱ⟩ i ⟨ᚲ⟩, koja se transkribiraju ⟨f⟩, ⟨u⟩, ⟨þ⟩/⟨th⟩, ⟨a⟩, ⟨r⟩ i ⟨k⟩. Znanost koja se bavi proučavanjem runskih abeceda i runskih natpisa naziva se runologijom, a predstavlja ogranak germanske filologije. 

## Povijest
Za samo runsko pismo se vjeruje da je gotovo sigurno poteklo od feničkog pisma, ali nije poznato kada i iz kojega pisma potomka feničkoga je preuzeto. Najvjerojatnija je teorija da je nastalo kao ogranak jednog od sjevernoitalskih alfabeta, u koje pripada i etruščansko pismo, u jednom od poslijednjih stoljeća prije Krista.
Najstariji runski zapisi datirani su u otprilike 2. ili 3. stoljeće, no većina pronalazaka je iz kasnijeg razdoblja prvoga tisućljeća. Preko 50 natpisa uklesano je između 3. i 6. stoljeća u Danskoj i Schleswigu,  60 od 5. do 8. stoljeća u Norveškoj, dok je najveći broj pronađen u Švedskoj, od 2500 do 3600 individualnih zapisa, mahom napisanih 11. – 12. stoljeća. Među njima se nalazi i najdulji runski zapis, Rökstenen (hrv. „kamen iz Röka”), koji je pronađen na jugu Švedske te za koji se pretpostavlja da je iz 9. stoljeća. Uporaba se zadržala čak do 20. stoljeća u Dalarni, gdje su se od 16. st. za zapisivanje älvdalskoga jezika koristile dalske rune.
Runska se abeceda tako razvila u nekoliko inačica:
- Starije rune (2. – 8. st.; cjelokupno područje naseljeno Germanima)
  - Mlađe rune (9. – 11. st.; Skandinavija)
    - Srednjovjekovne rune (12. – 15. st.; Skandinavija)
      - Dalske rune (16. – 20. st.; Dalarna)

    - Danske rune (eng. long-branch runes; Frizija i cijela Skandinavija)
    - Röčke rune (eng. short-branch runes; prema kamenu iz Röka, cijela Skandinavija)
    - Hälsinške rune (eng. staveless runes; prema Hälsinglandu, ali i u Södermanlandu te Bergenu)[5]

  - Anglosaske rune ili futhorc (5. – 11. st.; Frizija i Britanski otoci)

## Starije rune
Starije rune (eng. Elder Futhark) koristile su se za zapisivanje staronordijskoga jezika. Sastoje se od 24 slova, najčešće podijeljenih u tri skupine od osam. Skupina od osam runa naziva se ætt (staronor. „klan, skupina”). Najraniji zapis poretka runa koji se danas smatra standardnim, zapis na kamenu iz Kylvera u Gotlandu, potječe iz otprilike 400. godine, što se temelji na arheološkom datiranju grobova kojima je bio poklopac.
Vjeruje se da je svaka runa imala svoje ime, koje je odabrano kako bi predstavilo izgovor slova. Imena, međutim, nisu posvjedočena iz staronordijskoga, već su rekonstruirana temeljem naziva posvjedočenih u kasnijim inačicama runa i runskoj poeziji, kao i imenima povezanim sa slovima gotičke abecede.
| runa  | latinica | izgovor    | naziv            | značenje                            |
| ----- | -------- | ---------- | ---------------- | ----------------------------------- |
| ᚠ     | f        | /ɸ/, /f/   | *fehu            | „stoka, bogatstvo”                  |
| ᚢ     | u        | /u(ː)/     | *ūruz *ūrą       | „tur” ili „voda”                    |
| ᚦ     | þ        | /θ/, /ð/   | *þurisaz *þunraz | ime diva, Thurs, ili ime boga Thora |
| ᚨ     | a        | /a(ː)/     | *ansuz           | „bog”                               |
| ᚱ     | r        | /r/        | *raidō           | „putovanje”                         |
| ᚲ     | k (c)    | /k/        | *kaunan *kenaz   | „ulkus” ili „baklja”                |
| ᚷ     | g        | /ɡ/        | *gebō            | „poklon”                            |
| ᚹ     | w        | /w/        | *wunjō           | „sreća”                             |
| ᚺ / ᚻ | h        | /h/        | *hagalaz         | „mećava”                            |
| ᚾ     | n        | /n/        | *naudiz          | „potreba”                           |
| ᛁ     | i        | /i(ː)/     | *īsaz            | „led”                               |
| ᛃ     | j        | /j/        | *jēra-           | „godina, žetva”                     |
| ᛇ     | ï (æ)    | /æː/, /ɛː/ | *ī(h)waz         | „tisa”                              |
| ᛈ     | p        | /p/        | *perþ-           | nepoznato, možda „kruška”           |
| ᛉ     | z        | /z/        | *algiz           | „los”                               |
| ᛊ / ᛋ | s        | /s/        | *sōwilō          | „sunce”                             |
| ᛏ     | t        | /t/        | *tīwaz           | ime boga Tyra                       |
| ᛒ     | b        | /b/        | *berkanan        | „breza”                             |
| ᛖ     | e        | /e(ː)/     | *ehwaz           | „konj”                              |
| ᛗ     | m        | /m/        | *mannaz          | „čovjek”                            |
| ᛚ     | l        | /l/        | *laguz *laukaz   | „jezero” ili „mladi luk”            |
| ᛜ     | ŋ        | /ŋ/        | *ingwaz          | ime boga Yngvija                    |
| ᛞ     | d        | /d/        | *dagaz           | „dan”                               |
| ᛟ     | o        | /o(ː)/     | *ōþila-          | „nasljedstvo”                       |

## Vanjske poveznice
- Font za pisanje hrvatskog jezika runama[neaktivna poveznica]